# حالة إنباتية مستديمة
الحالة الخُضرية الدائمة (نسبة إلى الخضراوات) أو الحالة الإنباتية المستديمة (بالإنجليزية: Persistent vegetative state) هي إحدى حالات اضطراب الوعي تحدث نتيجة وقوع أضرار أو تلف بخلايا المخ. وتختلف عن الغيبوبة Coma كونها قد يمر فيها المريض بمظاهر اليقظة والنوم، وفتح العينين وتحريكهما بشكل عشوائي، وإصدار بعض الأصوات غير المفهومة أو الصراخ أو البكاء أو بعض الحركات التي تشبه الابتسام أو الضحك ولكن لا تعبر هذه الحركات أبدًا عن إدراك المريض لنفسه أو لما حوله وإنما تعد هذه الحركات مجرد أفعال منعكسة لا إرادية.
ويتم تصنيف المريض على أنه مصاب بالحالة الخُضرية الدائمة (P.V.S) بعد حوالي 6 أشهر من الدخول في «الحالة الخضرية» كما هو القانون في بريطانيا، أو بعد 3 أشهر كما هو القانون في الولايات المتحدة، وذلك بشرط ألا يكون سبب تلف خلايا المخ هو حادثة اصطدام. أما في حالات إصابة خلايا المخ في حوادث اصطدام فإنه يتم اعتبار المريض مصابًا بالحالة الخضرية الدائمة بعد مرور عام من دخوله في الحالة الخضرية.

## تاريخيًا
وصف إرنست كارتشمر الحالة الخضرية الدائمة لأول مرة عام 1940، ولكنها لم تحمل اسمها الحالي إلا عام 1972 بواسطة الجراح الإسكتلندي وطبيب المخ والأعصاب الأمريكي فريد بلام.
لم يكن لدى الأطباء الطرق والإجراءات الكافية للتمييز بين أنواع اضطرابات الوعي المختلفة حتى عام 1900, ولذلك تم ادراج كل مرضى اضطرابات الوعي تحت قائمة واحدة وتم التمييز بينهم حسب شدة الحالة (معتدلة - شديدة - شديدة للغاية), ولم تخضع هذه التصنيفات لفحص المريض من الناحية السلوكية أو المرضية. وقد نشرت 3 بيانات تضع معايير واضحة لتتشخيص والتمييز بين أنواع اضطراب الوعي المختفلة في الفترة ما بين 1994 و 1995. كما نشرت الأكاديمية الأمريكية لطب الأعصاب بحث بعنوان «الجوانب الطبية للحالة الخضرية الدائمة» عام 1994. بالإضافة إلى قيام المؤسسة الأمريكية لطب إعادة التأهيل بنشر بحث بعنوان «توصيات باستخدام تسمية موحدة وموثقة للأنواع المختلفة من اضطرابات الوعي» عام 1995. وفي عام 1996 نشرت مجموعة من الأطباء الدوليين المتخصصين بطب الأعصاب وجراحتها وطب إعادة التأهيل بحث بعنوان «الجهود الدولية لإعادة تأهيل المرضى المصابين بالحالة الخضرية الدائمة». ونظرًا لانطلاق هذه الأبحاث والتوصيات الخاصة بتشخيص وتمييز حالات اضطراب الوعي بشكل متفرّق وبمعزل عن بعضها البعض فإن التوصيات النهائية أصبحت مختلفة بشكل كبير عن بعضها البعض. وفي النهاية، قدمت مجموعة من المتخصصين في هذا المجال بيان توافقي يجمع بين كل الآراء المطروحة بشأن التعاريف والمعايير التشخيصية لحالات اضطراب الوعي، حتى أصبح من الواضح أن حالات اضطراب الوعي تشمل حالتين مختلفتين هما الحالة الخضرية الدائمة وحالة الحد الأدنى من الوعي.

## التعريف

### التعريف الطبي
تتم الإشارة إلى الحالة الخضرية المستديمة على أنها حالة من اللاوعي أثناء اليقظة تستمر لفترة شهور أو سنين طويلة.

### نقص الوضوح من الناحية القانونية
على خلاف الموت الدماغي، فإن الحالة الخضرية الدائمة (PVS) لا يتم النظر إليها على أنها حالة موت في أي نظام قانوني. وفي المملكة المتحدة والولايات المتحدة، طلبت المحاكم التماسات قبل إنهاء تقديم الرعاية الصحية ووسائل دعم الحياة للمرضى المصابين بهذه الحالة نظرًا لاستحالة حدوث أي انتعاش في الوظائف المعرفية الإدراكية طبقًا للآراء الطبية الموثوق فيها.
وقد أدت حالة عدم الوضوح هذه إلى جعل المحامين يطالبون بأن يُسمح لأولئك الذين يدخلون في الحالة الخضرية الدائمة بالموت. وقد قرر آخرون، وبشكل موازٍ، أنه إذا كانت إمكانية الشفاء موجودة على الإطلاق، فإنه يجب أن تستمر الرعاية الصحية. ووجود عدد صغير من الحالات التي تم تشخيصها على أنها حالات خضرية دائمة ثم انتهى بها المطاف إلى التحسن يجعل من تعريف الشفاء على أنه «مستحيل» أمرًا صعبًا من الناحية القانونية. ويثير هذا الأمر القانوني والأخلاقي استفسارات حول الاستقلالية وجودة الحياة والاستخدام المناسب للموارد ورغبات أفراد الأسرة في الإبقاء أو التخلص من المريض.

## معدلات الانتشار
لا توجد تقارير دقيقة عن تعداد مرضى الحالة الخضرية الدائمة، وتقدر أعداد المرضى في الولايات المتحدة الأمريكية بـ 15.000 إلى 40.000 مريض.

## أسباب المرض
قد يصاب الشخص بالغيبوبة للعديد من الأسباب، وفي الغيبوبة لا تظهر على المريض أية أعراض تشير إلى الاستيقاظ أو الوعي أو الإحساس أو الاستجابة لأية مؤثرات خارجية. وقد تدوم حالة الغيبوبة لمدة أسابيع تنتهي إما بتدهور حالة المريض ونهاية حياته، أو باستيقاظ المريض في حالة من اللاوعي وهي الحالة الخضرية، أو استيقاظ المريض في حالة من الوعي البسيط جدًا وهي حالة الحد الأدنى من الوعي، أو قد يعود المريض تدريجًا لوعيه الكامل وتمام الشفاء.
ومن أسباب حالة الغيبوبة:
- حوادث الاصطدام المؤذية للمخ، كحوادث السير والرياضة.
- التسمم بالعقاقير أو السموم مثل الرصاص
- ارتفاع ضغط الدم داخل الجمجمة
- ارتفاع سكر الدم أو انخفاضه
- العدوى، مثل الالتهاب السحائي
- جلطات المخ
- اضطرابات الغدة الدرقية
- أورام المخ
- بعض الأمراض المسببة للتلف التدريجي للمخ مثل مرض ألزهايمر.

## المضاعفات
قد تستمر الحالة الخضرية الدائمة لمدة سنوات، خلال هذه الفترة الطويلة قد لا يحدث أي تغير في مدى إصابة المخ بالزيادة أو النقصان، ولكن تحدث العديد من التغيرات في باقي الأعضاء ومنها:
- ضمور العضلات وانكماش الأطراف نتيجة عدم تحريكها لفترات طويلة.
- تزداد فرصة إصابة المريض بعدوى الجهاز التنفسي نتيجة الاستلقاء الطويل وعدم القدرة على التخلص من الإفرازات الزائدة في الرئة.
- كما تزداد أيضًا فرص إصابة المريض بعدوى الجهاز البولي، نتيجة تركيب القسطرة البولية بشكل دائم. وقد تتفاقم هذه العدوى لتصل إلى مسار الدم وتسبب تسمم الدم مما قد يهدد حياة المريض.
- تزداد تشققات الجلد وقد يصاب المريض بتقرحات بالغة الخطورة وصعبة العلاج.

## التشخيص
يعتمد تشخيص الحالة الخضرية الدائمة على الفحص الدقيق للمريض بواسطة طبيب متخصص في حالات اختلال الوعي، ونظرًا للتعقيد الشديد لهذه الحالة وتشابهها من العديد من حالات اختلال الوعي الأخرى، فإنه قد تصل نسبة خطأ التشخيص إلى 43% وذلك طبقًا لدراسة أجريت على 40 مريضًا بالحالة الخضرية الدائمة في الفترة ما بين 1992 و 1995. وقد وضعت بعض المعايير العالمية لتشخيص الحالة الخضرية الدائمة ومنها:
- لابد من معرفة سبب تضرر المخ، فمثًلا في حالات العدوى لابد من أخذ عينات من السائل الشوكي وفحصه للتأكد من نوع العدوى.
- لابد من التأكد أن أعراض غياب الوعي وغيرها ليست ناتجة عن تعاطي عقاقير محددة وذلك بإجراء بعض التحاليل.
- لابد من التأكد أن أعراض غياب الوعي وغيرها ليست ناتجة عن أيًا من اختلالات الأيض، كارتفاع سكر الدم أو انخفاضه.
- لابد من التأكد من عدم وجود سبب قابل للعلاج، كما في حالة أورام المخ التي يجب استبعادها باستخدام فحوصات الأشعة المختلفة على المخ.

## مصير المرض
قد تستمر الحالة الخضرية الدائمة لمدة سنين دون أي تطور، وهي حالة غير قاتلة بذاتها وإنما قد تتسبب المضاعفات في تدهور حالة المريض.
وقد سُجّلت حالات لعودة بعض المرضى من الحالة الخضرية لوعيهم الكامل ولحياة شبه طبيعية. ولكنها على كل حال تظل حالات شديدة الندرة. فقد أشارت تقارير طبية عام 1994, أن 33% من مرضى الحالة الخضرية قد يعودون إلى حالتهم الطبيعية بعد مرور 3 شهور من الدخول في الحالة. وأن 13% قد يتعافون بعد 6 أشهر وأن 6% يتعافون بعد فترة من 6 إلى 12 شهر.
وقد أعلن قسم جراحة المخ والأعصاب في إحدى المستشفيات اليابانية، تعافي 3 مرضى مصابين بالحالة الخضرية الدائمة بعد تعاطي عقار ليفودوبا.

## الرعاية والعلاج

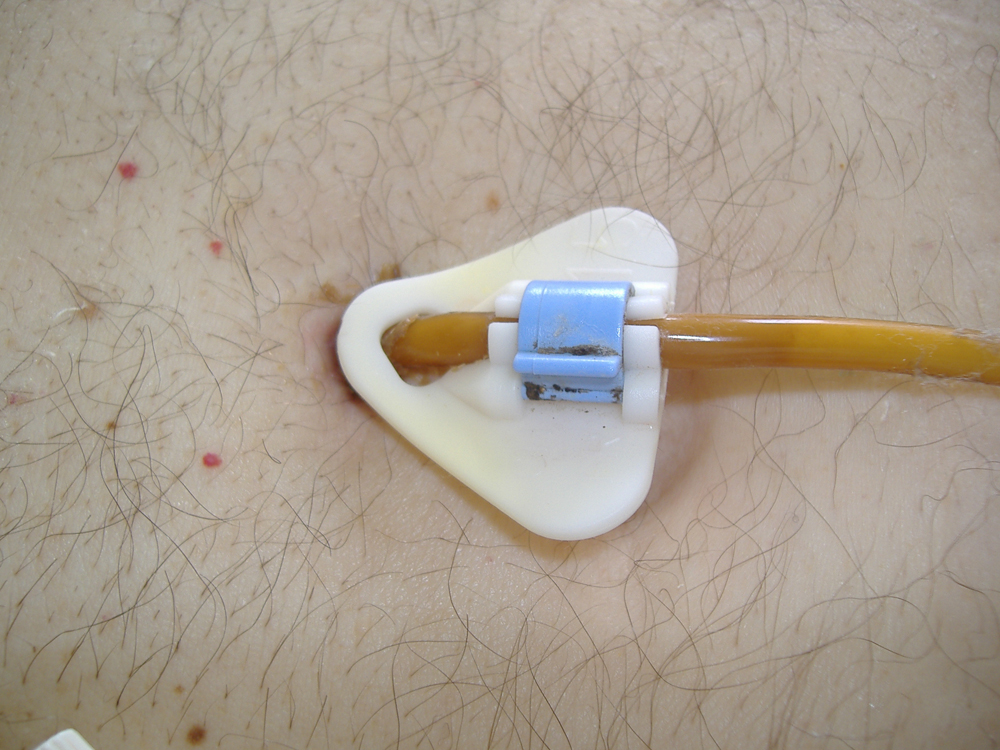
أنبوب التغذية الموصول بالمعدة ويتم فيه حقن المواد الغذائية والسوائل

لا يوجد علاج شافي للحالة الخضرية الدائمة حتى الآن، ولكن يتطلب المريض رعاية طبية يومية لحمايته من المضاعفات، ويمكن أن تُقدّم هذه الرعاية في المستشفيات المتخصصة أو في دور رعاية المرضى أو حتى في المنزل بعد تدريب وتوعية الأهل القائمين على الرعاية.
نظرًا لعدم قدرة المريض على المضغ والبلع مع بقاء القدرة على هضم وامتصاص الطعام فإنه يتم الاستعانة بالأنابيب خاصة بالتغذية يتم توصيلها بالمعدة وحقن المواد الغذائية والسوائل.
ويتطلب الجلد رعاية كبيرة لتجنب الجفاف وتكوّن القرح. ولابد من متابعة تعبيرات المريض وذلك رغم عدم قدرة المرضى على التعبير عن استيائهم أو ضيقهم، فيجب متابعة حرارة المريض وتنفسه ولربما يتم حقن المريض ببعض الأدوية المسكنة للألم والخافضة للحرارة.
ويلزم أيضًا تقديم الرعاية النفسية والدعم الاجتماعي والتوعية الطبية اللازمة لأهل المريض نظرًا لصعوبة وتعقيد الحالة من الناحية الطبية والقانونية.

## حالات شهيرة
- توني بلاند Tony Bland : أحد مشجعي نادي ليفربول وضحايا كارثة هيلزبرة الرياضية، والذي أصيب بالحالة الخضرية الدائمة لمدة 4 سنوات بعد الحادثة فطلب ذويه إيقاف كل وسائل استمرار الحياة عنه ومنها أنبوب التغذية الموصول بالمعدة، وبالفعل مات توني جراء هذا القرار ليصبح أول بريطاني يحصل على حكم بالقتل الرحيم.
- نانسي كروزان Nancy Cruzan : التي أصيبت بالحالة الخضرية الدائمة نتيجة التعرض لحادثة سيارة كانت تقودها، وطالب ذويها بفصل أنبوب التغذية الموصول بمعدتها بعد مرور 5 أعوام تقريبًا على بقائها في هذه الحالة دون أية إشارات للتحسن. فكانت أول قضية من نوعها أمام المحكمة العليا للولايات المتحدة الأمريكية عام 1985.
- بول بروفي Paul Brophy : وهو إطفائي أمريكي أصيب بالحالة الخضرية الدائمة نتيجة النزيف الداخلي لأحد شرايين المخ، فكانت حالته هي أول قضية أما المحكمة العليا لولاية ماساتشوست الأمريكية للمطالبة بفصل أنبوب التغذية لإنهاء حياة مريض بالحالة الخضرية الدائمة بناءً على طلب ذويه.
- تيري تشافو Terri Schiavo : والتي اختلف ذويها على قرار فصل أنبوب التغذية عنها بعد دخولها في الحالة الخضرية الدائمة لمدة 8 سنوات بسبب نظام غذائي غير صحي كانت تتبعه قبل وفاتها لإنقاص وزنها مما سبب اضطرابًا في نسب المعادن في دمها وأدّى لتوقف قلبها عن العمل لمدة دقائق قبل قيام رجال الإسعاف بإنعاشها. فقرر زوج تيري عام 1998 فصل أنبوب التغذية الخاص بها، بينما رفض أبويها هذا القرار مما تسبب في تعقيد القضية واستمرارها حتى عام 2005, وكان الحكم النهائي بفصل الأنبوب وإنهاء حياة تيري.

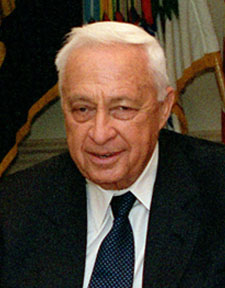
رئيس الوزراء الإسرائيلي الأسبق أرئيل شارون أصيب بالحالة الخُضرية الدائمة لعدة سنوات.

- أرئيل شارون: رئيس الوزراء الإسرائيلي الأسبق والذي أصيب بالحالة الخضرية الدائمة عام 2006 جراء السكتة الدماغية التي عجز الأطباء عن التعامل معها، وظل شارون في هذه الحالة حتى نهاية حياته بسبب الفشل الكلوي في يناير 2014.
- أرونا شانبوج Aruna Shanbaug : الممرضة الهندية التي أصيبت بالحالة الخضرية الدائمة نتيجة تعرضها عام 1973 لجريمة اغتصاب وخنق مما منع وصول الدم إلى مخها لمدة دقائق. وبقيت أرونا في هذه الحالة لمدة 42 عام حتى ماتت عام 2015 جراء الالتهاب الرئوي. لتعد بذلك المريضة صاحبة أطول مدة بقاء ضمن الحالة الخضرية الدائمة. ورغم محاولات صديقتها الصحفية والكاتبة والناشطة في مجال حقوق الإنسان ومطالبتها بفصل أنبوب التغذية الخاص بأرونا عام 2011, إلا أن محاولاتها باءت بالفشل ورفضت المحكمة العليا الهندية طلبها رغم احتواء القانون الهندي على مواد تبيح للمريض اختيار التوقف عن تلقي العلاج الخاص بمرضه.[15]